# Disparition d'Azaria Chamberlain
Pour les articles homonymes, voir Chamberlain.
La disparition d'Azaria Chamberlain est une affaire australienne relative à la disparition, le 17 août 1980, d'Azaria Chantel Loren Chamberlain (11 juin 1980 – 17 août 1980), fille de Lindy et Michael Chamberlain, dans la région d'Ayers Rock, en Territoire du Nord. 
Malgré les déclarations des parents, qui rapportent que leur nourrisson de neuf semaines aurait été attaqué par un dingo, chien sauvage d'Australie, alors qu'ils étaient en camping, c'est la mère Lindy qui est accusée du meurtre de sa fille, et condamnée à la prison à perpétuité le 29 octobre 1982. La découverte d'un morceau de vêtement du nourrisson en 1986 va relancer l'affaire, et entraîner la libération de la mère Lindy Chamberlain après quatre années d'incarcération. C'est trente années plus tard, le 12 juin 2012, que la version de l'enlèvement par un dingo est confirmée, les parents étant alors officiellement reconnus non coupables par la justice australienne. 

## Faits
Le 17 août 1980, la famille Chamberlain campait près d'Ayers Rock, et avait laissé Azaria dans leur tente. Alertée par les cris de son enfant, Lindy courut à sa tente et vit que son bébé avait disparu ainsi qu'un dingo à proximité. Plusieurs autres vacanciers entendirent ces cris.
Des pisteurs se mettent à la recherche de l'enfant sans la trouver, mais ils ont retrouvé sa combinaison une semaine plus tard.

## Enquête

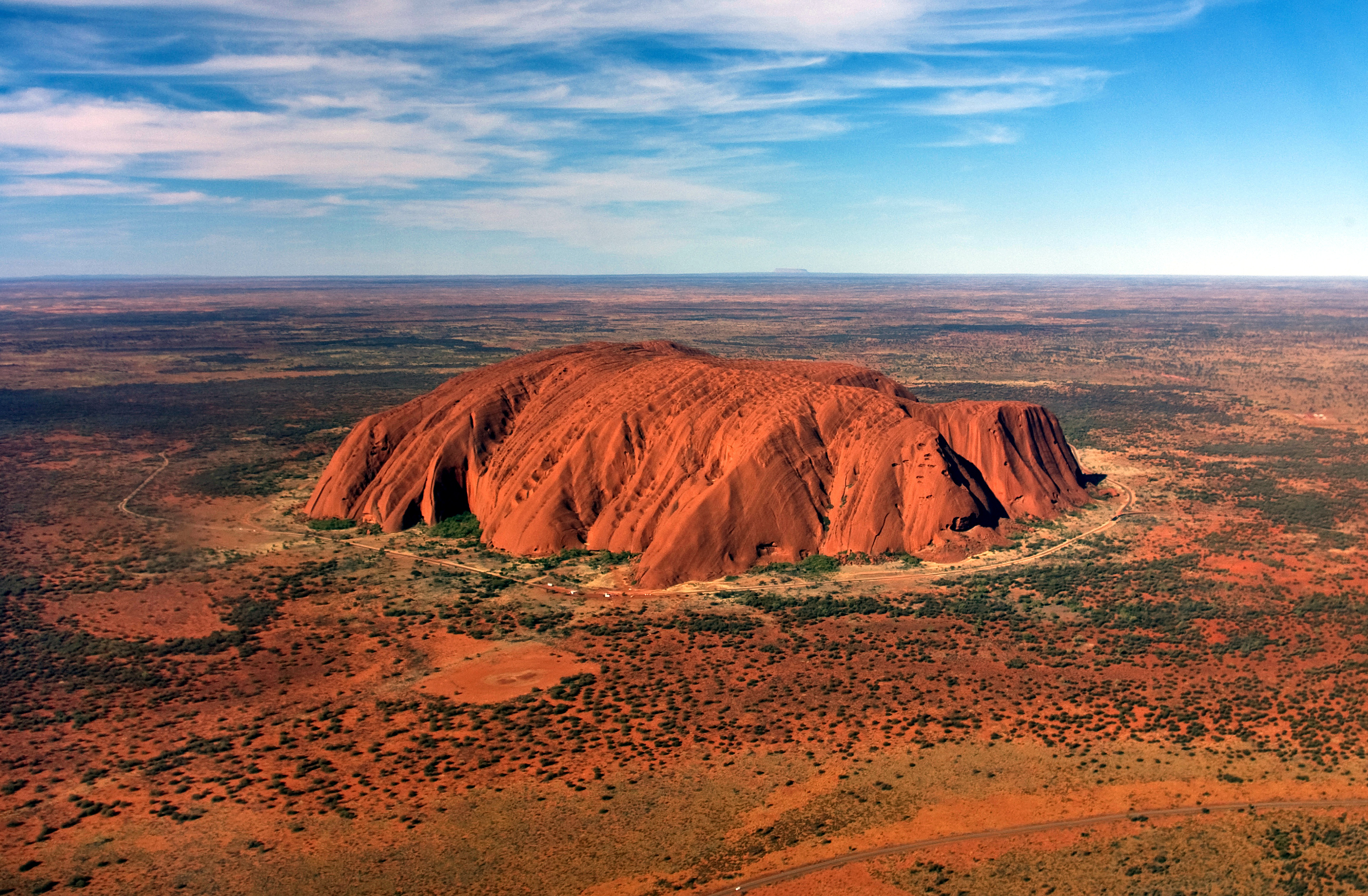
Vue aérienne d'Ayers Rock.

Une première enquête par le coroner jugea le 20 février 1981 qu'Azaria avait été emportée par un dingo mais que son corps avait été récupéré sur le dingo par des personnes inconnues.
Mécontents des résultats, les autorités du Territoire du Nord continuèrent leurs investigations et se procurèrent les services de James Cameron (en), un expert médico-légal britannique controversé, qui affirma que les lacérations autour du col de la combinaison pouvait correspondre à l'action d'une lame, et indiquait un égorgement. Cela permit aux autorités territoriales d'inculper les parents pour meurtre.
L’accusation estimait que l’attaque d’Azaria par un dingo fut totalement mise en scène par Lindy Chamberlain, la mère, qui aurait égorgé sa fille sur le siège avant de sa voiture et caché le corps. Elle aurait, selon la reconstitution du crime supposé, rejoint le groupe de campeurs autour d'un feu de camp et nourri l'un de ses fils avant de retourner dans la tente et de faire croire que la petite fille avait disparu. Il fut supposé qu'elle avait jeté le corps dans le bush pendant que les autres campeurs étaient partis à la recherche d'Azaria,. La défense cita les autres touristes ainsi que des preuves de la présence de dingos dans les lieux.
Le 29 octobre 1982, Lindy fut condamnée aux travaux forcés à perpétuité tandis que son mari reçut 18 mois avec sursis pour complicité, afin qu'il puisse s'occuper de ses enfants.

## Appels
Des recours furent déposés devant la Cour fédérale mais furent rejetés en avril 1983, ainsi que ceux déposés devant la Haute Cour d'Australie le février 1984.
Pendant ce temps, un mouvement d'opinion relativement large s'empara de l'affaire, proclamant son innocence et demandant sa libération.

## Libération et acquittement
L'affaire rebondit tout d'un coup en 1986 : David Brett, un touriste britannique, tomba alors qu'il grimpait Ayers Rock. Lors de la recherche de ses restes, le chandail d'Azaria fut retrouvé.
Cela donna un élément nouveau pouvant motiver une révision : elle fut libérée par les autorités territoriales cette même année et, en 1988, la cour suprême territoriale (Northern Territory Court of Criminal Appeals) cassa les condamnations des deux parents pour absence totale de base, et critiqua sévèrement les experts légaux ayant travaillé pour le parquet,. Deux ans après, ils reçurent une compensation du gouvernement, qui passa entièrement dans la couverture des frais de justice.
Le 13 décembre 1995, une troisième enquête de coroner dit que les causes de la mort d'Azaria étaient "inconnues", et ce n'est que le 12 juin 2012, citant comme exemples des cas d'attaques mortelles de dingos contre des enfants, que la mort d'Azaria fut définitivement attribuée à des dingos par le coroner,.

## Postérité
Cette affaire a été très médiatisée en Australie. Elle a même été adaptée en un film intitulé Un cri dans la nuit  (1988), en un album composé par le groupe musical australien The Paradise Motel et en un opéra composé par Moya Henderson (en). De nombreux ouvrages relatent également cette histoire.
C'est aussi le sujet de l'épisode 3 de la saison 1 de la série australienne Profession : reporter qui traite de la découverte du chandail blanc.